# Crib
Als Crib (deutsch: Wahrscheinliches Wort, französisch: Mot probable; wörtlich übersetzt: „Eselsbrücke“ oder „Spickzettel“) wird in der Kryptologie eine Klartextphrase bezeichnet, von der der Codeknacker weiß, vermutet oder errät, dass sie in einem Geheimtext in verschlüsselter Form auftritt. Mit deutschem Fachbegriff wird dies auch als „Klartext-Geheimtext-Kompromittierung“ (oder etwas kürzer als „Klartext-Geheimtext-Kompromiss“) bezeichnet.
Ist dies tatsächlich der Fall und gelingt es beispielsweise durch Mustersuche, die Lage (Position) des Cribs im Geheimtext zu erschließen, dann ist ein Einbruch in die Verschlüsselung gelungen, der häufig ausreicht, um den gesamten Text zu entziffern.
Cribs dienten den britischen Codeknackern in Bletchley Park als Hilfsmittel, um die deutsche Enigma-Verschlüsselung während des Zweiten Weltkriegs zu brechen. Hierzu benutzten sie als wichtigstes Hilfsmittel eine speziell dazu konstruierte elektromechanische Entzifferungsmaschine, genannt die Turing-Bombe. In der Anfangszeit des Krieges, als diese Maschine noch nicht einsatzbereit war, behalfen sie sich mit dem Eins-Katalog. (Weil der Zeichensatz der Enigma nur Buchstaben enthielt, mussten Zahlen in Ziffern ausgeschrieben werden. Für die häufige Ziffer „Eins“ hatten die Codeknacker eine alphabetisch sortierte Liste aller möglichen Verschlüsselungen und dazugehörigen Schlüssel vorbereitet.)
Ein beliebter Fehler der (deutschen) Gegenseite, den die Briten „mit Kusshand begrüßten“, als Kiss (deutsch „Kuss“) bezeichneten, und der ihnen zur Gewinnung von Cribs diente, waren zwei oder mehrere abgefangene Geheimtexte, von denen sie annehmen konnten, dass sie vom selben Klartext stammten. Der deutsche Fachbegriff dafür lautet „Geheimtext-Geheimtext-Kompromiss“. Ein Beispiel dafür sind minder wichtige Meldungen wie Wetterberichte, die schwach verschlüsselt für kleine Einheiten und gleichlautend mit der Enigma verschlüsselt an U-Boote gesendet wurden. Die schwache Verschlüsselung konnten die Briten brechen und den gewonnenen Klartext als Crib verwenden.
Eine weitere Möglichkeit, Cribs zu gewinnen, sind „Klartext-Klartext-Kompromisse“, von den Briten als Depth bezeichnet. So etwas liegt vor, wenn zwei oder mehrere Geheimtexte (fehlerhaft) mit demselben Schlüssel verschlüsselt worden sind.